# Kormilovsky (huyện)
Huyện Kormilovsky (tiếng Nga: ? райо́н) là một huyện hành chính tự quản (raion), của Tỉnh Omsk, Nga. Huyện có diện tích 1908 km², dân số thời điểm ngày 1 tháng 1 năm 2000 là 27100 người. Trung tâm của huyện đóng ở Kormilovka.